# شهرستان هواچوان
شهرستان هواچوان (به چینی: 桦川县) یا هواچون (به کره‌ای: 화천현) یک شهرستان در استان هئی‌لونگ‌جیانگ چین است که در تابعیت شهر جیاموسی قرار دارد.

## تقسیمات اداری
شهرستان هوانان به ۵ شهرک، ۳ قصبه، و ۱ قصبه قومیتی (برای کره‌ای‌ها) تابعه تقسیم شده است. دو «میدان» هم‌سطح قصبه نیز تابع این شهرستان می‌باشند، مانند نواحی اداری مزارع و مراتع.
- شهرک سوجیادیان (苏家店镇، Sūjiādiàn zhèn)
- شهرک سی‌ماجیا (四马架镇، Sìmǎjià zhèn)
- شهرک شین‌چنگ (شهرنو) (新城镇، Xīnchéng zhèn)
- شهرک هنگ‌تووشان (横头山镇، Héngtóushān zhèn)
- شهرک یوئه‌لای (悦来镇، Yuèlái zhèn)

- قصبه چوانگ‌یه (创业乡، Chuàngyè xiāng)
- قصبه دونگ‌هه (东河乡، Dōnghé xiāng)
- قصبه لی‌فنگ (梨丰乡، Lífēng xiāng)

- ‌ قصبه قومیتی کره‌ای شینگ‌هوو/سونگ‌هوا (星火朝鲜族乡، Xīnghuǒ cháoxiǎnzú xiāng)(성화조선족향، Sŏnghwa josŏnjok hyang)

- میدان زراعتی باوشان (宝山农场، Bǎoshān nóngchǎng)
- میدان زراعتی جیانگ‌چوان (江川农场، Jiāngchuān nóngchǎng)